# Шатура
Шату́ра — село в Україні, в Ніжинському районі Чернігівської області. Населення становить 719 осіб. Входить до складу Лосинівської селищної громади.

## Історія
За Лазаревським заснована ніжинським війтом Петром Тернавіотом в середині 18 століття. Але за списками 1740-х Шатура називається Слобідкою Пана Полковника Ніжинського, яким на початку 1740-х був Хрущов Іван Семенович. В каталозі населених пунктів 1750-х рр. як хутір Шатурівка перебуває в складі Другої Ніжинської сотні.
05 лютого 1965 року Указом Президії Верховної Ради Української РСР передано сільради Носівського району: Данинську та Шатурську — до складу Ніжинського району.
Навчальний заклад — Шатурська гімназія Лосинівської селищної ради Ніжинського району Чернігівської області.. Школа розташована по вул. ім. Дерезенка, 35. Вона була відкрита 1 вересня 1907 року. Директор  — Рубан Т.М. На даний момент в школі навчається 30 учнів. Також в селі розташована Церква святого Михаїла, заснована в 1885 році. Ще в Шатурі є Будинок Культури, два магазини, ФАП та поштове відділення.
12 червня 2020 року, відповідно до розпорядження Кабінету Міністрів України № 730-р «Про визначення адміністративних центрів та затвердження територій територіальних громад Чернігівської області», увійшло до складу Лосинівської селищної громади.
19 липня 2020 року, в результаті адміністративно-територіальної реформи та ліквідації Ніжинського(1923 - 2020) району, увійшло до складу новоутвореного Ніжинського району.